# Harm Schilder
Harm Schilder (Bakel, 16 juli 1973) is een Nederlandse priester en filosoof. Sinds 1 februari 2018 is hij pastoor van de parochie Bladel.
Schilder is regionaal en ook landelijk bekend geworden door de controverses die zijn beleid opriepen. In seculiere media wordt hij aangeduid als conservatief of orthodox.

## Opleiding en loopbaan
Schilder werd geboren in Bakel en ging naar het Peellandcollege in Deurne. Hierna volgde hij zijn studie aan het seminarie Sint-Janscentrum, en studeerde daarna filosofie in Tilburg. In 2005 studeerde hij af in de rechtsfilosofie op het onderwerp: Het huwelijk voor verstandelijk gehandicapten. Hij werd op 15 oktober 2006 in de Margarita Maria Alacoquekerk in Tilburg door bisschop Antoon Hurkmans aangesteld voor deze kerk en voor de Emmausparochie, met 21 000 zielen de grootste zelfstandige parochie in het bisdom 's-Hertogenbosch. In februari 2018 is hij benoemd tot pastoor van Bladel.